# Gustaf Andersson i Kolstad
Gustaf Andersson, i riksdagen kallad Andersson i Kolstad, född 26 september 1840 i Hällestads socken, Östergötland, död 8 mars 1913 i Risinge församling, var en svensk godsägare och riksdagsman.
Hans far var hemmansägare, Andersson själv var ägare till godset Kolstad i Östergötlands län. Han var även politiker och ledamot av riksdagens första kammare.